# Limb-Mammary-Syndrom
Das Limb-Mammary-Syndrom (LMS;  Glieder-Mammary-Syndrom) ist eine sehr seltene, zu den Ektodermalen Dysplasien gehörige angeborene Erkrankung mit den Hauptmerkmalen schwere Fehlbildungen von Hand und Fuß zusammen mit Hypo- oder Aplasie der Brustdrüse und Brustwarze.
Der Erstbeschrieb stammt aus dem Jahre 1999 vom niederländischen Humangenetiker Hans Van Bokhoven.

## Verbreitung
Die Häufigkeit wird mit unter 1 zu 1.000.000 angegeben, die Vererbung erfolgt autosomal dominant.

## Ursache
Der Erkrankung liegen Mutationen im TP63-Gen mit Funktionsverlust in Exon 13 und Exon 14 an der Location 3q27 zugrunde, welches für das Tumor Protein 63, einen Transkriptionsfaktor, kodiert.
Mutationen im TP63-Gen werden auch bei weiteren Syndromen EEC-Syndrom, Hay-Wells-Syndrom und ADULT-Syndrom angetroffen.

## Klinische Erscheinungen
Die Ausprägung der Veränderungen kann sehr variabel sein.
Klinische Kriterien sind:
- Beginn im Neugeborenen- oder Kleinkindesalter
- Fehlen der Brustwarze (isoliert als Minimalvariante)
- Gliedmaßen-Defekte (Fehlen, Duplikaturen, Fusionen u. Andere bei ausgeprägteren Formen)
- Haut und Haare sind normal

Hinzu können Atresie des Tränenganges, Nageldysplasie, Hypohidrose, Hypodontie oder Gaumenspalte kommen.

## Differentialdiagnose
Abzugrenzen ist das ADULT-Syndrom sowie das Ulna-Mamma-Syndrom.